# Sonet 11 (William Szekspir)

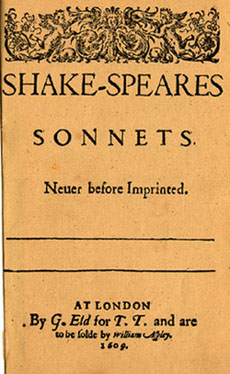
Strona tytułowa pierwszego wydania sonetów Shakespeare’a

Sonet 11 (Choć szybko zwiędniesz, powstaniesz w rozkwicie) – jeden z cyklu sonetów autorstwa Williama Shakespeare’a.

## Treść
Sonet 11, nawołując tajemniczego młodzieńca do posiadania potomstwa, odnosi się do natury. Zdaniem podmiotu lirycznego jej wolą jest, aby tenże miał potomstwo.